# Hemistola
Genre
Hemistola est un genre de lépidoptères (papillons) de la famille des Geometridae, de la sous-famille des Geometrinae.

## Espèces rencontrées en Europe
- Hemistola chrysoprasaria (Esper, 1795) - la Phalène printanière
  - Hemistola chrysoprasaria chrysoprasaria (Esper, 1795)
  - Hemistola chrysoprasaria occidentalis Wehrli, 1929
- Hemistola siciliana Prout, 1935